# Triabunna
Triabunna is een plaats in de Australische deelstaat Tasmanië en telt 796 inwoners (2006).